# Rdio
Rdio là một dịch vụ nghe nhạc trực tuyến cung cấp cho người dùng loại dịch vụ nghe nhạc miễn phí có quảng cáo và dịch vụ nghe nhạc trả phí không quảng cáo tại 85 quốc gia. Nó khả dụng ở cả dạng web và thông qua ứng dụng cho các hệ điều hành Android, BlackBerry, iOS, và các thiết bị Windows Phone, đảm bảo cho người dùng có thể nghe trực tuyến hoặc tải về nghe ngoại tuyến trên thiết bị; nó cũng là ứng dụng khách với các thiết bị hệ điều hành Roku và Sonos. Đồng thời, trang web cung cấp dịch vụ cho máy tính hệ điều hành OS X, Windows và các thiết bị trên Windows Store.
Kho lưu trữ của Rdio bao gồm các nội dung từ bốn hãng thu âm lớn như Merlin Network và các dịch vụ sử dụng nội dung như: BFM Digital, Catapult, CD Baby, Finetunes, INgrooves và The Orchard. Rdio cũng cung cấp những đặc tính vốn có của mạng xã hội như cho phép chia sẻ bài hát, album, và các danh sách phát và các tiện ích khác trên Rdio đến các mạng xã hội lớn như Facebook và Twitter.
Ngày 16 tháng 11 năm 2015, Rdio phải nộp đơn phá sản, trả 200 triệu đô đồng thời tuyên bố nhượng sản phẩm trí tuệ của mình lại cho Pandora Radio. Cuộc chuyển nhượng có trị giá 75 triệu đô.

## Lịch sử

Rdio có mặt ở trên 60 quốc gia.

Rdio ra mắt lần đầu bởi những người sáng lập ra Skype là Niklas Zennström và Janus Friis vào ngày 3 tháng 8 năm 2010. Thời điểm đó, họ phải cạnh tranh gay gắt với các dịch vụ khác như Deezer, MOG, Napster, Rhapsody, và Spotify. Ngày 27 tháng 9 năm 2013, Rdio bổ sung thêm tính năng đề xuất nhạc cung cấp cho người dùng những album, trạm phát và danh sách phát cá nhân. Ngày 16 tháng 1 năm 2014, Rdio đã giới thiệu vài tùy chọn nghe nhạc miễn phí nhưng có các quảng cáo kèm theo.
Ngày 16 tháng 11 năm 2015, Rdio nộp đơn phá sản và thoả thuận hợp đồng đem bán hết tài sản hiện hữu và tài sản trí tuệ của mình cho một trong những công ty đối thủ của họ là Pandora, với giá 75 triệu đô, trong thời gian chờ đợi phán quyết của toà án. Sau khi mua bán diễn ra, dịch vụ Rdio sẽ không thể hoạt động từ ngày 22 tháng 12 năm 2015. Vài nhân viên cũng đã chuyển qua Pandora với dự kiến công tác thử nghiệm "mở rộng" địa chỉ IP vào cuối năm 2016.

## Vdio
Ngày 2 tháng 4 năm 2013, Rdio ra mắt dịch vụ xem phim và chương trình truyền hình trực tuyến Vdio. Về hình thức, Vdio được thiết lập giống với Rdio nhưng nó được tích nạp thêm tính năng pay-per-view. Dịch vụ chủ yếu đánh vào những chương trình, phim bom tấn ra mắt gần nhất trên các kênh chính của Hollywood như Disney, Fox, Universal Studios và Warner Bros.
Người dùng Vdio chỉ cần bỏ ra 25 đô la Mỹ từ thẻ ngân hàng để được cung cấp dịch vụ nói trên.
Vdio đã đóng cửa vào ngày 27 tháng 12 năm 2013.

## Phản ứng, đánh giá
Năm 2013, Entertainment Weekly thực hiện một phép so sánh các dịch vụ nghe nhạc trực tuyến và cuối cùng đưa ra đánh giá Rdio là dịch vụ tốt nhất, chấm điểm "A" và đưa ra lời ca ngợi rằng "Ứng dụng tuyệt vời nhất về giao diện trực tuyến, dữ liệu tìm kiếm và danh sách phát dễ dùng".

## Hợp tác
- Oi - Ngày 1 tháng 11 năm 2011, Rdio bắt đầu gia nhập thị trường Brazil sau thông báo mối quan hệ hợp tác với Oi, công ty viễn thông lớn nhất Brazil, dưới cái tên mới Oi Rdio.[19]
- Cumulus Media - Ngày 16 tháng 9 năm 2013, Cumulus Media thông báo bản hợp đồng với Rdio cung cấp cho các ông lớn điều hành các trạm phát sóng radio AM và FM tại Mỹ một outlet trực tuyến. Sự hợp tác này giúp Rdio có thể xuất hiện nhiều lần trên các chương trình và thực hiện quá trình quảng bá nhãn hiệu trên các đài phát của Cumulus.[20]
- Tesla Motors - Ngày 6 tháng 2 năm 2014, CEO của Tesla Motors Elon Musk đưa ra thông báo Rdio sẽ được tích hợp như một dịch vụ phát nhạc mặc định trên các chiếc xe của hãng tại thị trường châu Âu.[21]
- [[Chromecast|Google Chromecast]] - Ngày 31 tháng 3 năm 2014, Google công bố thoả thuận cho phép Rdio xuất hiện trên Chromecast tại 12 quốc gia.[22]
- Jaguar Land Rover - Tháng 1 năm 2015, Rdio tuyên bố quan hệ hợp tác với Jaguar Land Rover.[23] Ứng dụng sẽ phát trực tiếp trên nền tảng InControlApps của Jaguar LandRover vào ngày 3 tháng 7 năm 2015.
- HEOS by Denon - Tháng 7 năm 2015, HEOS by Denon đưa ra thông báo về mối quan hệ hợp tác mới với Rdio.[24]

## Thâu tóm
Tháng 3 năm 2014, Rdio đã mua lại dịch vụ streaming nhạc của Ấn Độ Dhingana phục vụ công tác mở rộng thị trường.
Ngày 30 tháng 6 năm 2014, Rdio đã thâu tóm được dịch vụ chia sẻ nhạc TastemakerX. Toàn bộ thành viên nhóm TastemakerX đã tham gia vào Rdio và CEO TastemakerX Marc Ruxin trở thành COO mới.
Ngày 16 tháng 11 năm 2015, có thông báo về việc Pandora Radio sẽ mua lại Rdio với giá 75 triệu đô bằng tiền mặt. Rdio đã ngưng toàn bộ hoạt động mua bán nhạc trực tuyến vào ngày 22 tháng 12 cùng năm.

## API
Ra mắt năm 2011, API của Rdio cho phép các nhà phát triển có thể đăng nhạc lên trang web hay các ứng dụng điện thoại cùng với khả năng tìm kiếm, truy cập, và phát tất cả các bài nhạc của các nghệ sĩ, album, danh sách phát và các bảng xếp hạng theo đề mục của Rdio.